# Sự kiện phun trào núi lửa Pelée

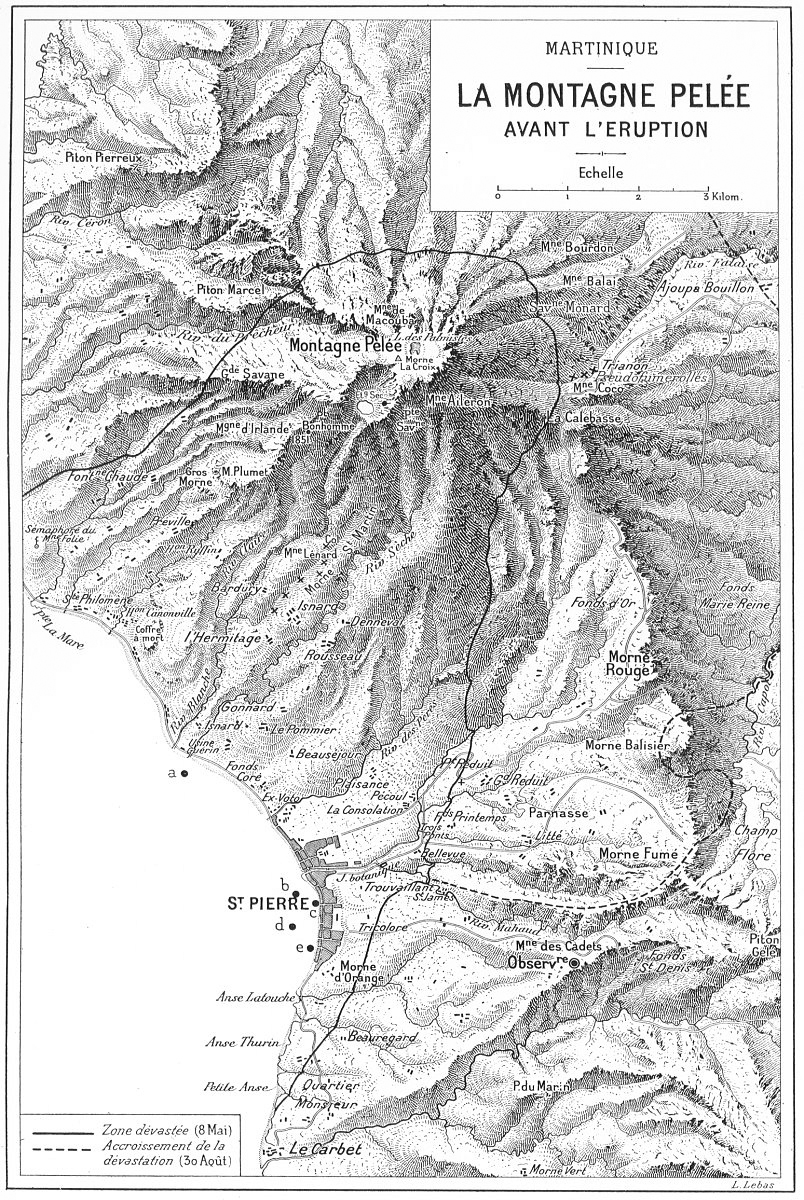
Bản đồ núi lửa Pelée 1094

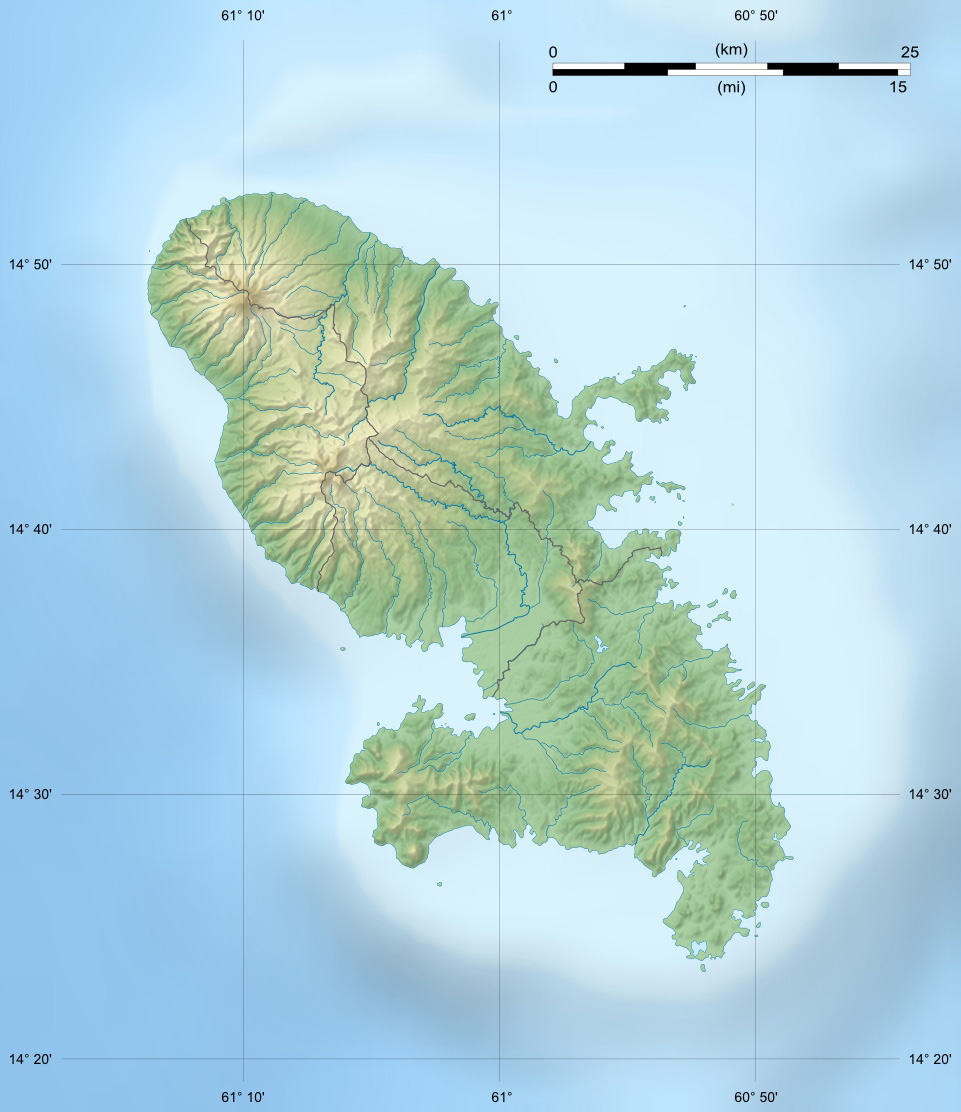
Đảo Martinique

Sự kiện phun trào núi lửa Pelée được xem là một thảm hoạ phun trào núi lửa tồi tệ nhất thế kỷ XX, đã giết hơn 30.000 người trong vòng chưa đầy 2 phút, thiêu rụi hoàn toàn thành phố Saint-Pierre, Martinique (một thuộc địa của Pháp). Sự việc trên xảy đến do ngọn núi lửa Pelée trên đảo hoạt động mạnh nhưng vì động thái chủ quan của nhà chức trách không báo động và cho di tản dân cư, một đám khí và tro nóng lên đến hàng 1000 °C đã giết chết hầu như toàn bộ cư dân của thành phố chỉ trừ hai người còn sống sót. Sự kiện này đánh dấu thảm họa lớn duy nhất về núi lửa trong lịch sử của nước Pháp và các vùng lãnh thổ hải ngoại của nước này.

## Nguyên nhân

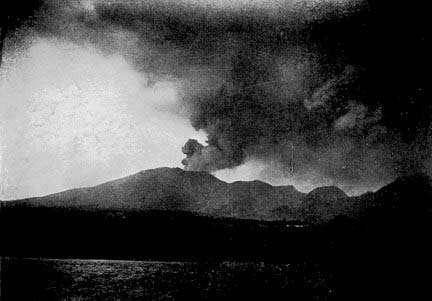
Sự phun trào năm 1902

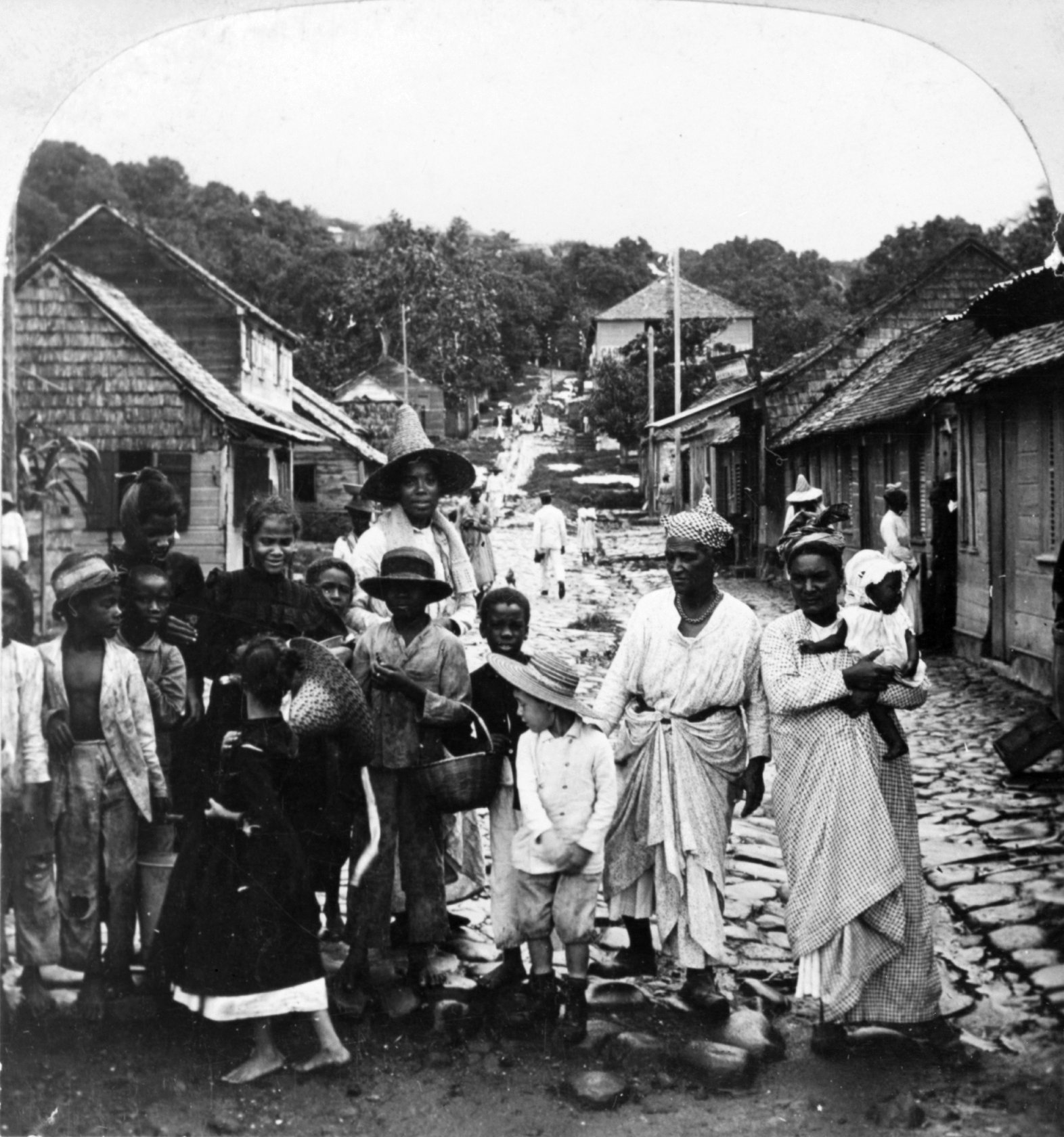
Những người di tản đến Fort-de-France sau 1902

Pelée là một ngọn núi lửa hình nón vẫn còn hoạt động, toạ lạc ở phía bắc hòn đảo Martinique, là một thuộc địa của Pháp tại vùng biển Caribbe. Vào tháng 5 năm 1902, ngọn núi lửa trên đảo Martinique bắt đầu hoạt động mạnh, mọi cư dân Saint-Pierre dưới chân núi đều cảm nhận được sự nguy hiểm của nó.
Cũng trong thời gian này cuộc bầu cử tại Caribe, Martinique cũng đang trở nên gay go. Nhà chức trách trên đảo và đặc biệt là ngài thống đốc Martinique thì lo lắng về cuộc bầu cử hơn là ngọn núi lửa đang hoạt động...
Thống đốc Louis Mouttet sợ rằng sự hoảng loạn sẽ gây hại đến những ứng cử viên của đảng Cấp tiến đang thống trị. Vì vậy ông đã chỉ định cho tổng biên tập tờ báo địa phương nói giảm mức độ nguy hiểm của việc hoạt động mạnh lên bất thường của núi lửa Pelée. Ông dựng những hàng rào tạm thời trên đường để ngăn người dân rời khỏi thành phố. Ông cấm những bức điện đưa tin cảnh báo nguy hiểm, và để làm ra vẻ có thiện chí, ông đến thăm Saintp-Pierre ba ngày trước cuộc bầu cử đẻ chắc rằng mọi thứ đều tốt đẹp.
Phân tích thực tế cho thấy, vụ thảm sát này không đơn thuần là do thiên nhiên mà nó còn có sự vô trách nhiệm của giới chính chức cầm quyền vụ lợi và không biết trách nhiệm của mình trong hoàn cảnh nguy kịch, trong khi đó công dân trong thành phố cũng như trên đảo Martinique đều thấy được, cảm nhận được sự nguy hiểm và cái chết đang đến gần.
Ngài Thống đốc Mouttet nói rằng ông che giấu những cảnh báo về núi lửa vì chúng "có thể tạo ra trạng thái lo sợ và sự bi quan không đáng có". Rõ ràng ông chưa thể hình dung ra được sự khủng khiếp của việc này.

## Diễn biến
Trước khi có sự phun trào mùa hè năm 1902, người dân Caribbe đã từng biết đến các vụ phun trào trước đó trong các năm 1792 và 1851... Trong năm 1900, trước vụ phun trào chính thức 2 năm, người ta đã phát hiện các dấu hiện ngọn núi lửa Pelée đang hoạt động mạnh hơn trước và có nguy cơ phun trào mạnh mẽ trở lại.
Núi lửa Pelée bắt đầu phun hơi lưu huỳnh ở các lỗ thông khí gần núi lửa vào này 23 tháng 4 năm 1902, nhưng đã không được xem trọng. Cũng trong ngày này, ngọn núi lửa đã phun tro về phía Tây và Nam kèm theo những tiếng gầm.
Ngày 25 tháng 4, ngọn núi lửa phun ra một đám may lớn chứa tro và đá, nhưng không có thiệt hại gì nhiều.
Ngày 26 tháng 4, các khu vực xung quanh phủ đầy tro núi lửa vì vụ hoạt động núi lửa trước đó, nhưng các cơ quan công quyền cảm thấy không có lý do gì để phải lo lắng.
Ngày 27 tháng 4, trên đỉnh núi xuất hiện một cái hồ hình nón, chứa đầy nước sôi sùng sục như một cái vạt. Mùi lưu huỳnh bốc ra từ núi lửa bao trùm tên chu vi 6,4 km tính từ núi lửa, gây những hiệu ứng xấu cho người và gia súc.
Vào lúc 11:30 ngày 2 tháng 5, xuất hiện một vụ nổ lớn, động đất kèm theo một cột khói đen, tro và các hạt mịn bọt bao phủ toàn bộ nửa phía bắc của đảo. Vụ nổ vẫn tiếp tục trong 5-6 giờ tiếp theo. Việc này đã làm chính quyền thuộc địa thấy một chút lo lắng, ra quyết định không cho mọi người lên núi. Các đàn gia súc bắt đầu chết vì đói và khát vì nguồn nước và thức ăn của chúng bị nhiễm độc.
Thứ 7 ngày 3 tháng 5, gió thổi đám mây tro bụi về phía bắc, làm giảm bớt tình hình căng thẳng ở Saint-Pierre. Ngày hôm sau việt hoạt động mạnh bất thường của núi lửa làm các hoạt động liên lạc giữa thành phố và các vùng lân cận bị vô hiệu hoá. Cả vùng bị phủ bởi một lớp tro dày đặc như bột mì trắng, một số công dân quyết định sơ tán.
Vào thứ 2 ngày 5 tháng 5, ngọn núi có yên ắng lại một chút, tuy nhiên, vào khoảng 01:00, nước biển đột nhiên rút xuống khoảng 100 mét (330 ft) và sau đó tăng lại đột biến, lũ lụt đã tiến vào một phần của thành phố và một đám mây lớn khói xuất hiện về phía tây núi lửa. Một mảng lớn của miệng núi lửa bị vỡ ra và sụp xuống, đẩy một lượng lớn nước sôi và bùn ra các con sông gây ngập lụt nghiêm trọng, đã chôn vùi 150 nạn nhân dưới 60 mét (200 ft) đến 90 mét (300 ft) bùn. Người dân các nơi trên đảo tháo chạy về thành phố Saint-Pierre, trình trạng càng thêm hoảng loạn khi sự hoạt động mạnh mẽ của núi lửa đã làm mất điện và các dịch vụ thiết yếu khác, thành phố chìn ngập trong bóng đêm và nỗi sợ hãi. Vào ngày hôm sau, vào lúc 2 giờ sáng, những âm thanh lớn phát ra từ trong lòng núi báo hiệu một đợt phun trào sắp diễn ra.
Vào khoảng 4 giờ sáng ngày 7 tháng 5, ngọn núi lửa tăng cường hoạt động, những đám bụi bốc lên, những âm thanh kèm theo những ánh sáng cam đỏ trong đêm. Một số công dân đã rời thành phố đi lánh nạn, nhưng các cư dân nông thôn xung quanh đã đổ về nơi đây để tìm một chỗ an toàn, làm cho dân số thành phố tăng lên đột biến, đến giờ phút này báo chí và chính quyền trên đảo vẫn thông báo là thành phố vẫn an toàn. Chính quyền không cho phép người dân rời bỏ thành phố và họ tìm mọi cách làm điều đó để không làm gián đoạn cuộc bầu cử sắp đến gần. Tối hôm đó núi lửa bỗng dừng gầm rú...

## Hậu quả của thảm hoạ

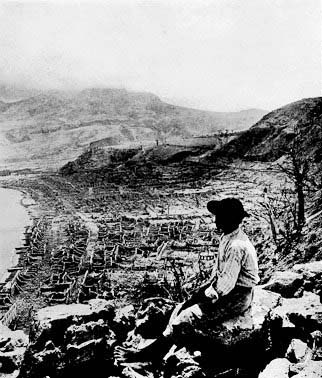
Những gì còn lại của thành phố sau vụ phun trào

Khoảng 8 giờ sáng ngày 8 tháng 5 năm 1902, ngọn núi lửa Pelée phun trào, một đám khí và tro nóng hơn 1000 °C rít lên ầm ầm rồi bao trùm cả thành phố với tốc độ gần 100 dặm/giờ, nó san phẳng thành phố và giết chết 30.000 người cùng ngài Thống đốc Louis Mouttet và gia đình ông ta. Quang cảnh thành phố sau trận phun trào không khác gì những tấm ảnh chụp thành phố Hirosima của Nhật sau đợt ném bom nguyên tử của Mỹ năm 1945.
Theo nghiên cứu, các đám tro tàn đang nguội dần đổ xuống thành phố cũng đủ nóng để làm tan chảy thủy tinh và kim loại. Và thứ nó để lại trong thành phố cảng xinh đẹp này là những tàn tích đang âm ỉ cháy. Chỉ duy nhất hai người sống sót. Nghịch lý thay, một trong số đó là tù nhân trong nhà tù ngầm và sẽ bị tử hình vào ngày hôm sau.
Auguste Ciparis là người đàn ông bị kết an tử hình đã sống sót trong vụ phun trào núi lửa, đủ may mắn để được giảm tội. Anh ta có nhiều năm du ngoạn cùng gánh xiếc Barnum & Bailey với bản sao cái xà lim của chính mình hồi trước.